# Štičí
Štičí (německy Stisch) je malá vesnice, část obce Hněvkovice v okrese Havlíčkův Brod. Nachází se asi 1 km na severovýchod od Hněvkovic. V roce 2009 zde bylo evidováno 8 adres. V roce 2001 zde žilo 9 obyvatel.
Štičí leží v katastrálním území Zahájí u Hněvkovic o výměře 3,01 km2.